# العقيرة (المخادر)

تعديل مصدري - تعديل

العقيرة هي إحدى قرى عزلة بني سرحة بمديرية المخادر التابعة لمحافظة إب، بلغ تعداد سكانها 401 نسمة حسب تعداد اليمن لعام 2004.